# GK Dürnrohr

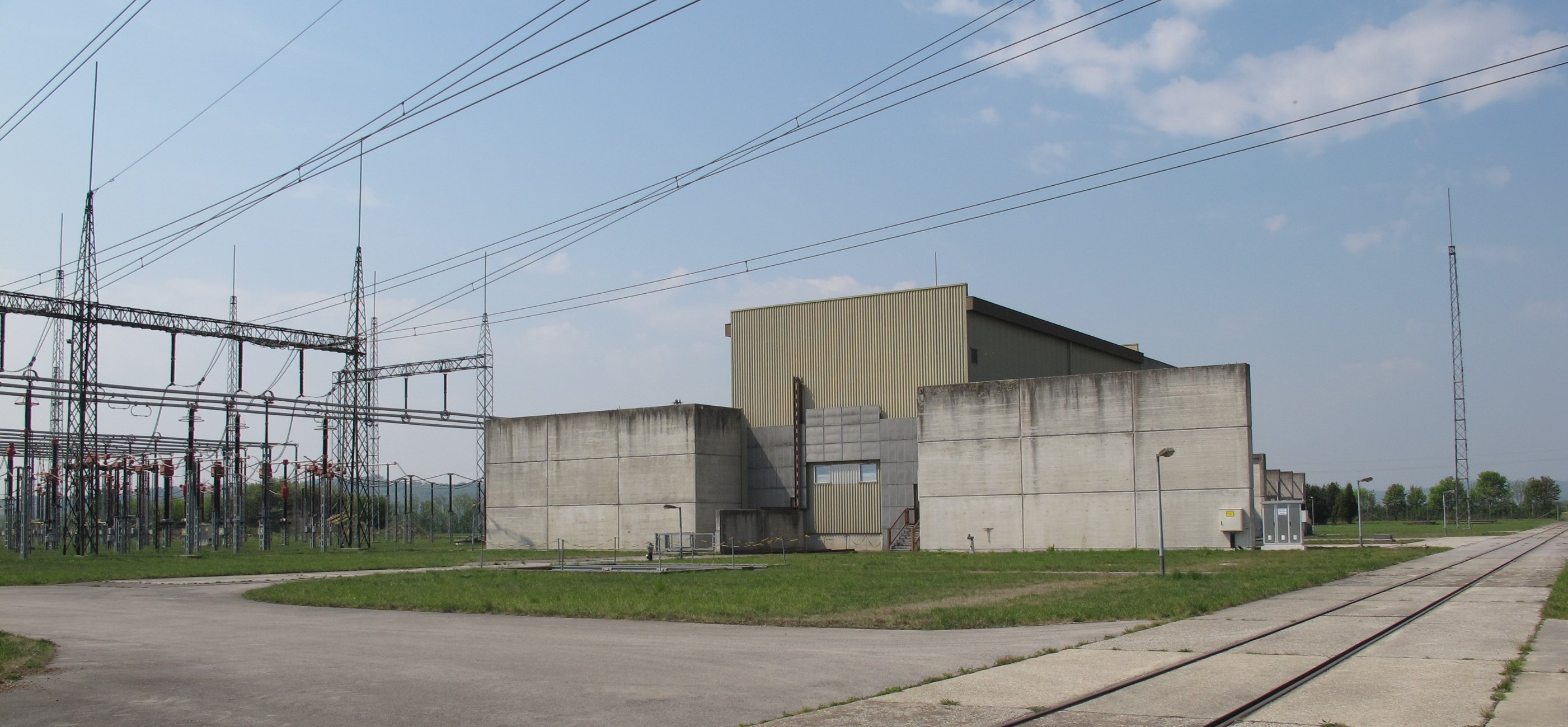
Konverterhalle der ehemaligen GKK, 2011 als Lager/Werkstatt genutzt

Die GK Dürnrohr (= Gleichstromkurzkupplung Dürnrohr) war eine HGÜ-Kurzkupplung westlich des Umspannwerks Dürnrohr, welche von 1983 bis 1996 dem Energieaustausch zwischen Österreich und der Tschechoslowakei diente. Die GK Dürnrohr hatte eine Nennübertragungsleistung von 550 MW. Der nominelle Wert der Gleichspannung im Zwischenkreis betrug 145 kV. Die Übertragungsverluste bei maximaler Leistung betrugen 1,4 %.

## Bau und Planung
Mit den Planungen zu dieser Anlage wurde 1975 begonnen. Dem vorausgegangen war ein Vertragsabschluss zwischen Österreich und der Volksrepublik Polen über eine durch das Territorium der Tschechoslowakei führende Leitung elektrische Energie auszutauschen. Ende 1980 begannen die Arbeiten zum Bau der Anlage. Anfang 1982 waren die baulichen Anlagen soweit fertig, dass mit der Montage der Komponenten begonnen werden konnte. Ab Mitte 1983 begann die Inbetriebnahme der Anlage. Ab Mitte Juni 1983 erfolgte der versuchsweise Energieaustausch mit der Tschechoslowakei. Die offizielle Betriebsaufnahme erfolgte am 1. September 1983.

## Stromrichterhalle
Der Stromrichter der Anlage ist in einer 29,8 m langen, 15,4 m breiten und 13,8 m hohen Stahlbetonhalle untergebracht, welche an beiden Längsseiten je zwei Buchten für die Stromrichtertransformatoren besitzt. Zum Zweck des Brandschutzes sind die Wände der Stromrichterhalle, welche eine Stärke von 20 cm besitzen, mit einer Steinwollwärmeisolierung versehen. Die gesamte Halle ist außen mit verzinktem Stahlblech verkleidet, welches als Schirmung und Wetterschutz dient.
Die Halle ist unterkellert. Im Keller sind die Klimaanlage, die Wasserkühlanlage für die Stromrichter und die Wasseraufbereitungsanlage untergebracht. Am westlichen Ende der Schmalseite der Stromrichterhalle ist nur durch eine Brandschutzwand von dieser getrennt das Betriebsgebäude errichtet worden, in dem sich eine Hilfswarte, Batterie- und Gleichrichterräume, Prüf- und Lagerräume sowie Lüftungsgeräte für die Klimaanlage befinden. Ein nicht öffenbares dreifach verglastes Fenster in der Trennwand zur Stromrichterhalle ermöglicht einen Blick auf die Stromrichterventile.
Am östlichen Ende, an einer Schmalseite der Stromrichterhalle, befindet sich die Glättungsdrossel.

## Transformatoren

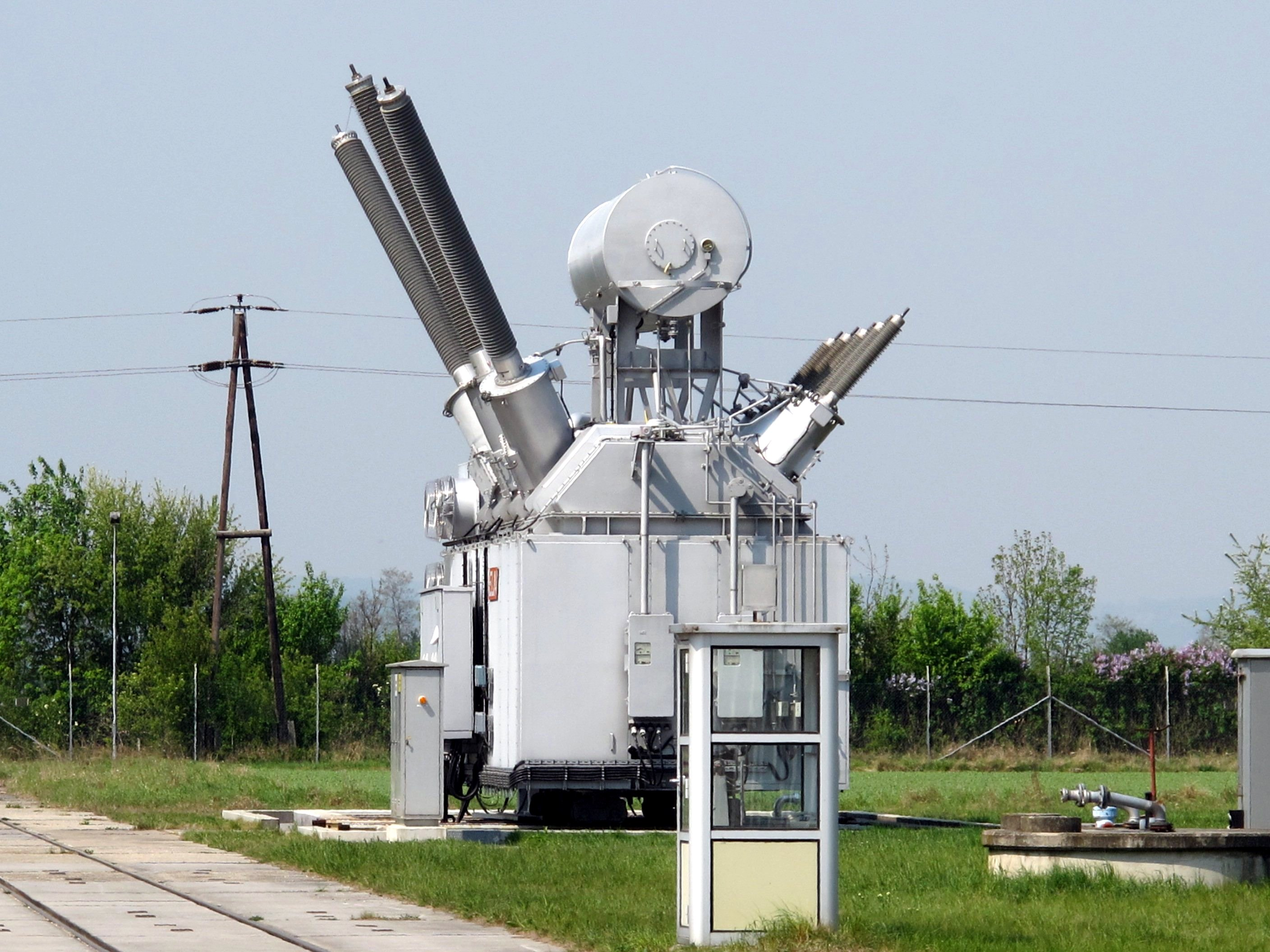
Nicht mehr in Betrieb befindlicher Transformator der GKK

Auf beiden Seiten des Stromrichters kommen je zwei dreiphasige Leistungstransformatoren mit je 335 MVA Nennleistung und einer Nennübersetzung von 400 : 63 zum Einsatz. Bei allen Stromrichtertransformatoren sind die Primärwicklungen im Stern geschaltet, während auf jeder Seite des Stromrichters ein Transformator im Stern und der andere im Dreieck geschaltete Sekundärwicklungen besitzt. Die Transformatoren, bei denen Primär- und Sekundärwicklungen im Stern geschaltet sind, sind untereinander baugleich, ebenso die Transformatoren mit im Stern geschalteter Hochspannungs- und im Dreieck geschalteter Sekundärwicklung. Die Transformatoren mit im Stern geschalteter Sekundärwicklung sind aber nicht baugleich mit denen mit im Dreieck geschalteter Sekundärwicklung.

## Stromrichter
Der in Zwölfpulsschaltung ausgeführte Stromrichter verwendet für jeden Gleichrichterzweig 44 in Reihe geschaltete Thyristoren mit einer Spitzensperrspannung von 4,2 kV und einem Nenndauergrenzstrom von 3790 A. Insgesamt waren in der Anlage 1056 Thyristoren verbaut. Sie waren mit einem Siliziumscheibendurchmesser von 100 mm zum Zeitpunkt der Errichtung der Anlage die größten Thyristoren der Welt.
Jeder Stromrichter besteht aus drei Thyristortürmen, die allesamt in der Stromrichterhalle stehen. Jeder Thyristorturm enthält einen kompletten Zwölf-Puls-Zweig des Stromrichters. In diesen Thyristortürmen werden für jede Ventilfunktion je vier in Reihe geschaltete Thyristormodule verwendet, die in zwei Etagen angeordnet sind. Zwischen den Thyristormodulen einer Etage (also den jeweils ersten und zweiten bzw. den dritten und vierten) befindet sich eine Eisendrossel. Parallel zu den Thyristormodulen eines Stockwerks liegt ein Kondensator. Parallel zu jeder Ventilfunktion befindet sich ein Überspannungsableiter in Form eines Varistors.
Jedes Thyristormodul besteht aus elf in Serie geschalteten Thyristoren, denen jeweils eine Serienschaltung aus einem Kondensator und einem Widerstand parallel liegt. Aus dieser Beschaltung wird auch die Energie für die Ansteuerelektronik gewonnen. Da die Thyristoren und die Ansteuerelektronik auf Hochspannungspotential liegen, erfolgt die Übertragung der Zündimpulse via Glasfaserkabel. Ein zweites Glasfaserkabel ermöglicht die Übertragung von Daten vom Thyristormodul zur Steuerelektronik auf Erdpotential. Als Steuerung kommt eine speicherprogrammierbare Steuerung des Systems SIMATIC S5 zum Einsatz.
Die Thyristoren und die mit ihnen in Serie geschalteten Drosseln werden mit entionisiertem Wasser gekühlt, welches sich in einem geschlossenen Kreislauf befindet. Die entstehende Wärme wird an einen zweiten Kreislauf abgegeben, in dem sich mit Glykol versetztes Wasser befindet. Über Verdunstungskühler mit Lüftern wird die Wärme dieses Kreislaufs an die Umgebung abgegeben. Zum Zweck der Wartung werden die entsprechenden Module gegen intakte Module ausgetauscht und in den Reparatur- und Prüfraum befördert. Hierfür existieren eine Teleskop-Hebebühne und ein Kran in der Stromrichterhalle.

## Glättungsdrossel
Die an der Ostseite der Stromrichterhalle aufgestellte Glättungsdrossel ist eine von der Firma ELIN gebaute ölgekühlte Eisendrossel mit 85 mH Induktivität.

## Oberschwingungsfilter
Als Oberschwingungsfilter kommen auf beiden Seiten der Anlage je vier Reihenresonanzkreise zum Einsatz. Je eines der Filter besteht aus einer Luftdrossel mit 41 mH Induktivität, der ein ohmscher Widerstand mit 615 Ω parallelgeschaltet ist. In Reihe mit dieser Kombination liegt ein Kondensator mit 2 µF, der die Verbindung zur Hochspannungsleitung herstellt. Der andere Filter, der auf beiden Stromrichterseiten ebenfalls einfach vorhanden ist, besteht ebenfalls aus einem Kondensator mit 2 µF, der mit einer Parallelschaltung eines Widerstandes mit 615 Ω und einer Luftdrossel mit 29 mH in Reihe liegt.
Zum Zweck der Blindleistungskompensation befindet sich außerdem parallel zu den Ausgängen auch eine Kondensatorbatterie. Ihr Wert beträgt 2 µF am Ausgang Richtung Tschechien und 1 µF für den Stromausgang nach Österreich.

## Statischer Blindleistungskompensator
Auf dem Areal der Anlage befindet sich auch ein statischer Blindleistungskompensator, welcher auch nach der Stilllegung der HGÜ-Kurzkupplung in Betrieb blieb. Er besteht aus zwei Gruppen einphasiger Drosseln, welche über eine an den 380-kV-/220-kV-Transformatoren befindliche Tertiärwicklung mit 30 kV gespeist werden und eine maximale Blindleistung von 200 Mvar liefern können. Die erste Drosselgruppe ging 1982, die zweite 1986 in Betrieb.
Da es nach der Fertigstellung der GK Wien-Südost zu einer enormen Spannungsspitze im Netz gekommen wäre, wenn während des simultanenen Stromexports über die GK Dürnrohr und die GK Wien-Südost ein Lastabwurf eingetreten wäre, wurde 1991–1992 auf dem Areal der GK Dürnrohr ein thyristorgesteuerter Blindleistungskompensator in Betrieb genommen, der bei einer Spannung von 400 kV eine Dauerblindleistung von 150 Mvar und für 0,3 s eine Blindleistung von 580 Mvar liefern kann. Diese Anlage ist noch heute in Betrieb.

## Stromleitung nach Tschechien

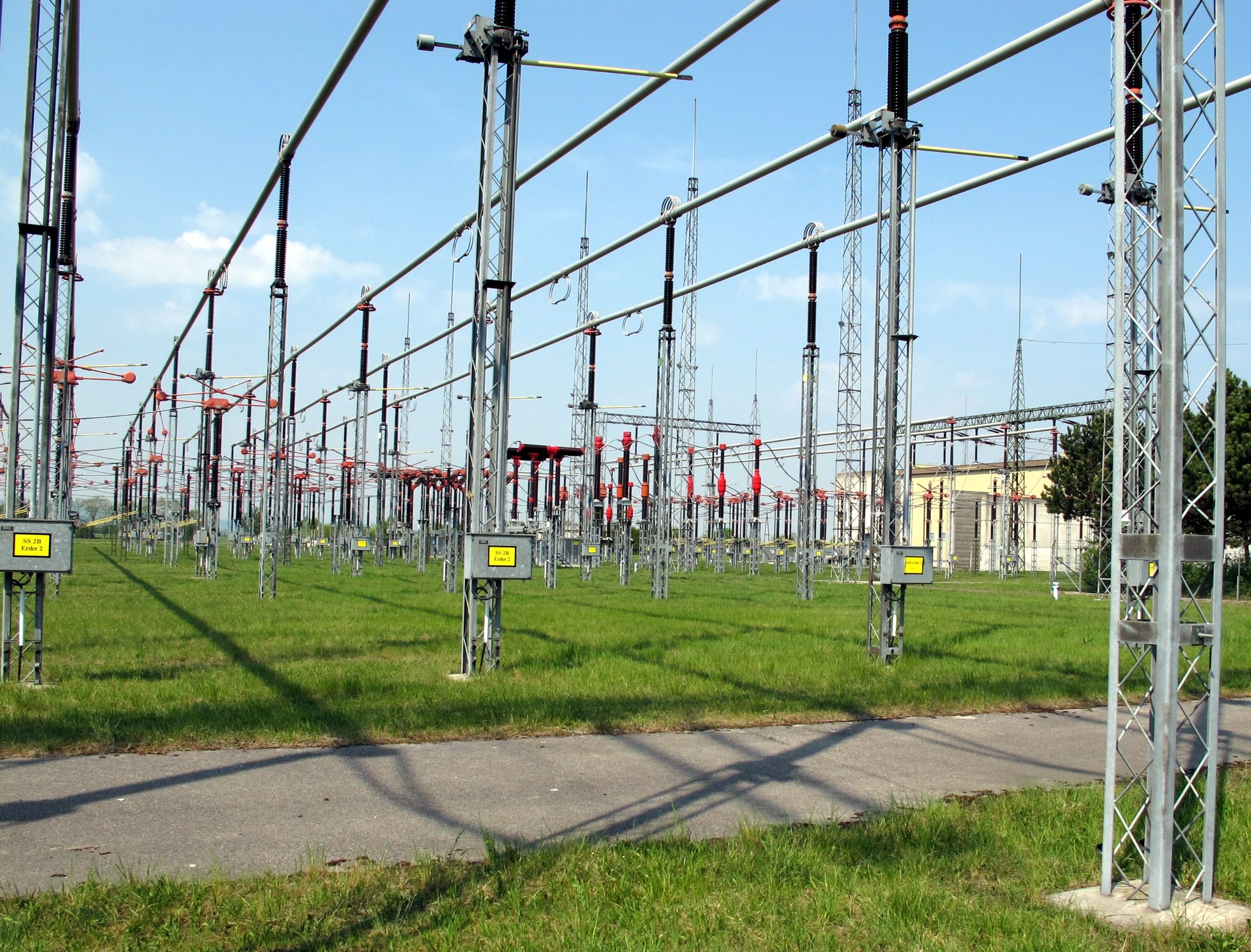
Westliches 400-kV-Freiluftschaltfeld. Rechts im Hintergrund die Konverterhalle und Abgang der 400-kV-Leitungen nach Slavětice (Tschechien)

Die 102 km lange Stromleitung nach Slavětice in Tschechien ist durchgehend als Freileitung, die auf Masten für die Aufnahme von zwei Stromkreisen ausgelegt sind, verlegt. Bis 2008 war nur ein 380-kV-Stromkreis installiert.
In Tschechien kommt die Zweiebenenanordnung (Donaumastbild), in Österreich die Dreiebenenanordnung (Tonnenmastbild) der Leiterseile zum Einsatz. Die Leitung, welche in der Nähe von Ragelsdorf bei 48° 43′ 25″ N, 16° 1′ 58″ O über eine Verdrillung verfügt, überquert die Grenze bei Kleinhaugsdorf.

### Trivia
Dem Tschechen Robert Ospald gelang 1986 über das  Erdseil dieser Hochspannungsleitung die Flucht nach Österreich.

## Stilllegung
Nach dem Synchronschluss der Stromnetze West- und Osteuropas am 17. Oktober 1995 wurde die Anlage noch bis zum 31. Oktober 1996 weiter betrieben, da Österreich im Unterschied zu Deutschland damals kein leistungsfähiges 380-kV-Netz besaß. Erst nachdem in Polen einige Kraftwerke mit einer leistungsfähigen Einrichtung zur Regelung der Netzfrequenz ausgerüstet wurden, konnte auf den Betrieb der Anlage verzichtet werden. Die Hochspannungsschaltgeräte wurden in den Umspannwerken Wien-Südost und Südburgenland eingesetzt, ebenso die Transformatoren, die aber auf eine Sekundärspannung von 110 kV umgewickelt werden mussten.
Durch den Wegfall der Kurzkupplung erhöhte sich die maximal übertragbare Leistung auf der Leitungsverbindung von Slavětice nach Dürnrohr auf 1386 MVA. Durch den Austausch einiger Spulen der Trägerfrequenzanlagen konnte die Übertragungsleistung auf 1481 MVA gesteigert werden.
Die 2008 durchgeführte Installation des zweiten 380-kV-Stromkreises, für den die Masten der Leitung Dürnrohr-Slavětice ausgelegt sind, hat diesen Wert auf 2962 MVA verdoppelt.
Da der geplante Verkauf der Anlage zum Aufbau einer HGÜ-Kurzkupplung zwischen dem Stromnetz der östlichen und nördlichen Nachbarstaaten Österreichs und dem der ehemaligen Sowjetunion unter anderem wegen ihres Alters nicht zu Stande kam, wurden die restlichen Komponenten der Anlage im Jahr 2007 demontiert und entsorgt. Die Stromrichterhalle wird heute für betriebliche Zwecke des ehemaligen Betreibers, Verbund AG, genutzt.